# كاسا سي-212 أفيوكار
كاسا سي-212 أفيوكار (بالإنجليزية: CASA C-212 Aviocar) هي طائرة نقل متوسطة ذات إقلاع وهبوط قصير (STOL) تدفع بأثنين من محركات المروحة التوربينية، صممت وبنيت في إسبانيا للاستخدام المدني والعسكري. ويتم إنتاج «سي-212» أيضا بموجب ترخيص في إندونيسيا عن طريق «الفضاء الاندونيسية» (Indonesian Aerospace) والتي كانت تسمى سابقا (IPTN) وتعرف الآن باسم (IAE). تم تسويق التصميم في البداية تحت اسم أفيوكار (Aviocar)، ولكن «إيداس كاسا» (EADS-CASA)لم تعد تستخدم هذا الاسم للإشارة إلى «سي-212».
حتى نهاية عام 2008، كانت «إيداس كاسا» قد سلمت ما مجموعه 478 طائرة «سي-212» من كل من أنواع المتغيرات. وتتوقع «إيداس كاسا» أن 85 طائرة إضافية سيتم تسليمها في الفترة من 2007 حتى 2016. «إيداس كاسا» تبني حاليا المتغير «سي-212-400» فقط، والذي حصل على شهادة الترخيص الأسبانية في عام 1998. و«سي-212-200» تبنى حاليا في إندونيسيا، وتستعد (IAE) لبدء تجميع نماذج «سي-212-400».

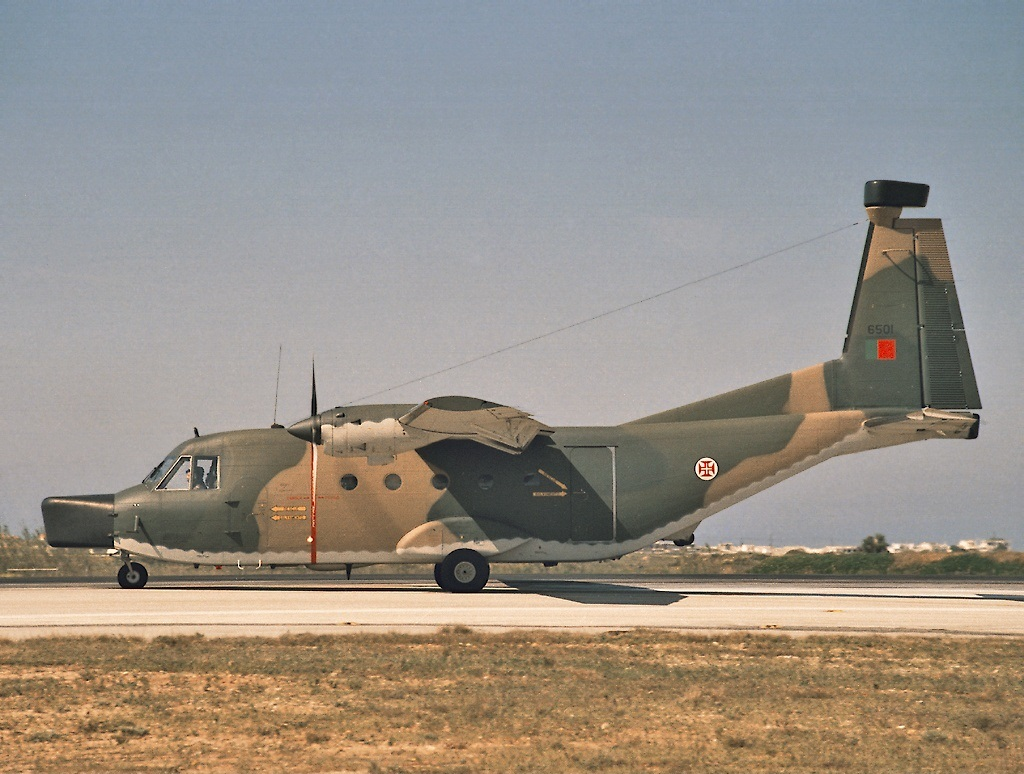
مضاد إلكتروني equipped C-212-200 of the Portuguese Air Force (late 1980s)

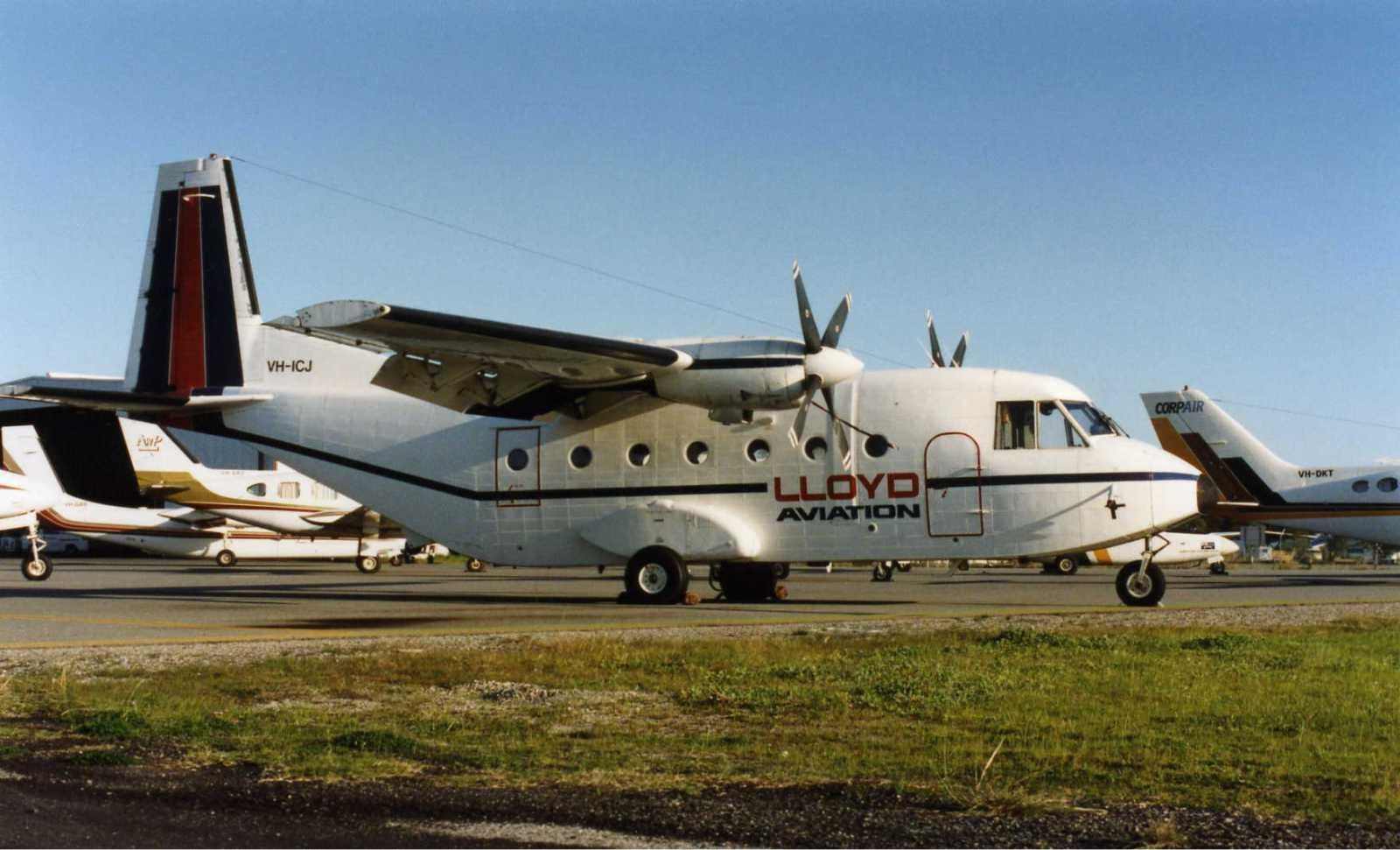
Lloyd Aviation C-212 at مطار بيرث (early 1990s).

## سلسلة 100
C-212A
C-212AVنسخة النقل لكبار الشخصيات، T-12C.
TR-12A.
C-212Cالنسخة المدنية الأصلية
TE-12B.
NC-212-100

## سلسلة 200

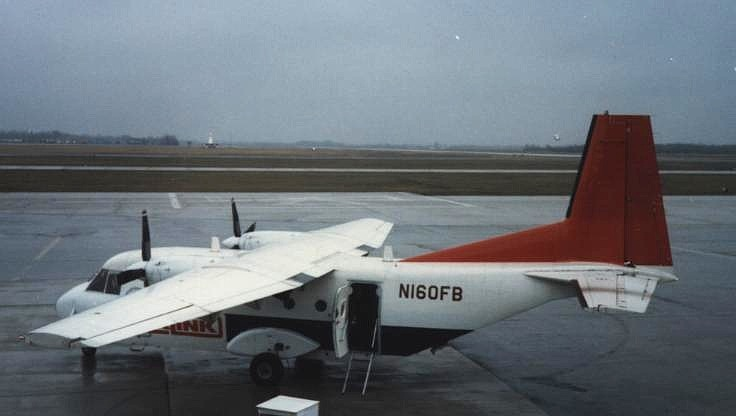
CASA C-212-200 of Northwest Airlink operating a scheduled flight at Flint, Michigan, in April 1986

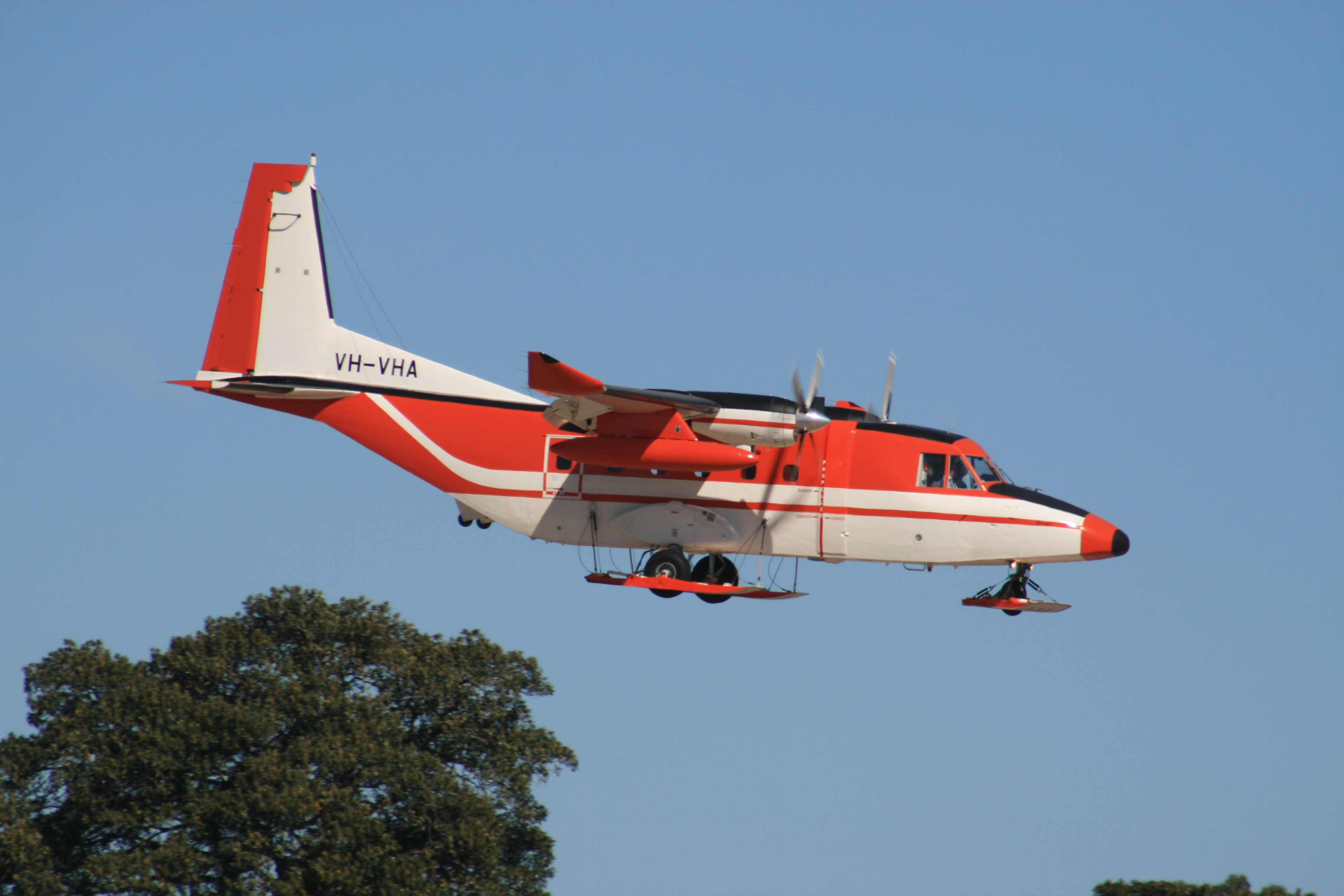
Skytraders ski-equipped CASA 212–400, used by the Australian Antarctic Division

C-212 series 200M
NC-212-200بنيت بموجب ترخيص من قبل (IPTN)
NC-212-200 MPAبنيت بموجب ترخيص من قبل (IPTN)، صممت لتكون طائرة دورية بحرية

## سلسلة 300
C-212-M series 300 (Series 300M)النسخة العسكرية.
C-212 series 300 airliner26 مقعد طائرة إقليمية.
C-212 series 300 utility23 مقعد نسخة المرافق المدنية.
C-212 series 300Pنسخة منافع مدنية مع محركات PT6A-65 برات آند ويتني كندا PT6A-65

## مشغلون

### مشغلون مدنيون
أستراليا
- Australian Antarctic Division[3]

 البوسنة والهرسك

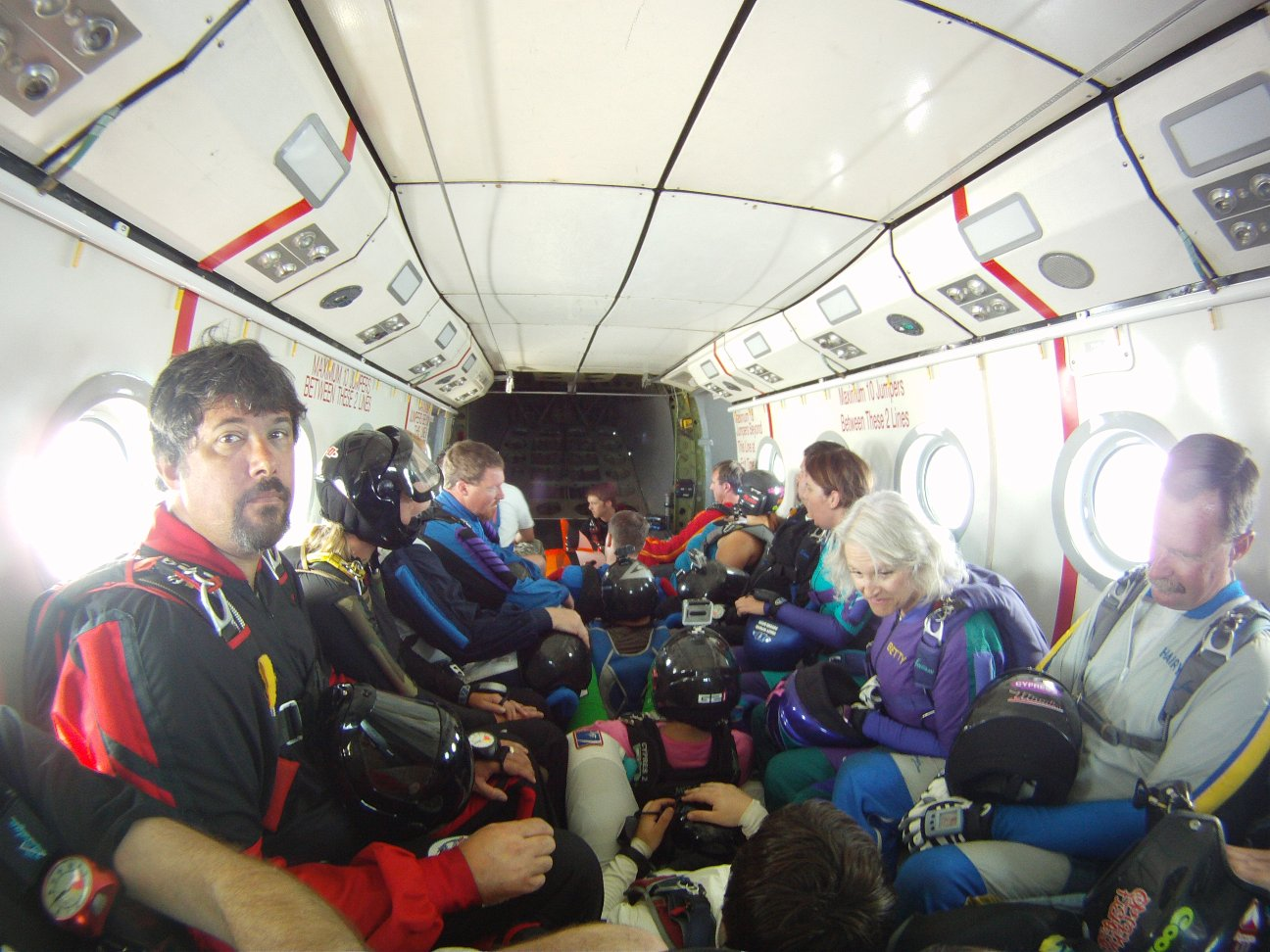
Skydivers waiting to exit a CASA C-212 in June 2011

- الخطوط الجوية البوسنية – مشغل سابق[4]

 إندونيسيا
- Nusantara Buana Air (NBA)[5]
- Merpati Nusantara Airlines

 الولايات المتحدة

### مشغلون عسكريون
أبو ظبي
- Abu Dhabi Air Force[3]

 أنغولا
- القوات الجوية الأنغولية[6]

 الأرجنتين
- Argentine Coast Guard[3]
- Argentine Army Aviation[6]

 أستراليا
- جيش أستراليا[7][8]

 بوليفيا
- سلاح الجو البوليفي[3]
- الجيش البوليفي  [لغات أخرى]‏[9]

 بوبوتتسوانا
- Bophuthatswana Air Force.[3]

 بوتسوانا
- Botswana Defence Force Air Wing[10]

 تشاد
- القوات الجوية التشادية  [لغات أخرى]‏[3]

 تشيلي
 كولومبيا
 جيبوتي
 الإكوادور
 غينيا الاستوائية
 فرنسا
- القوات الجوية الفرنسية[3]

 إندونيسيا
- القوات الجوية الإندونيسية[11]
- القوات البرية الإندونيسية[11]
- القوات البحرية الإندونيسية[11]

 الأردن
- سلاح الجو الملكي الأردني –.[3][12][13]

 ليسوتو
- Lesotho Defence Force[14]

 المكسيك
- البحرية المكسيكية[15]

 مالطا

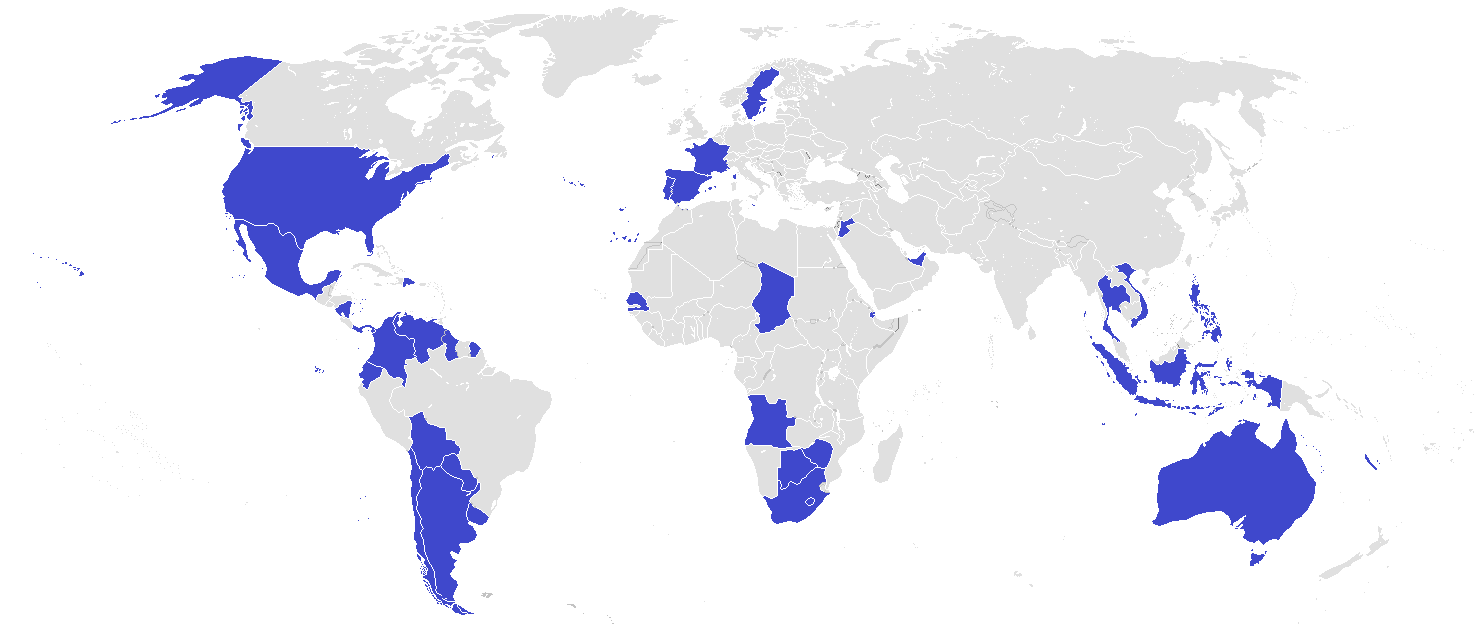
CASA C-212 military operators

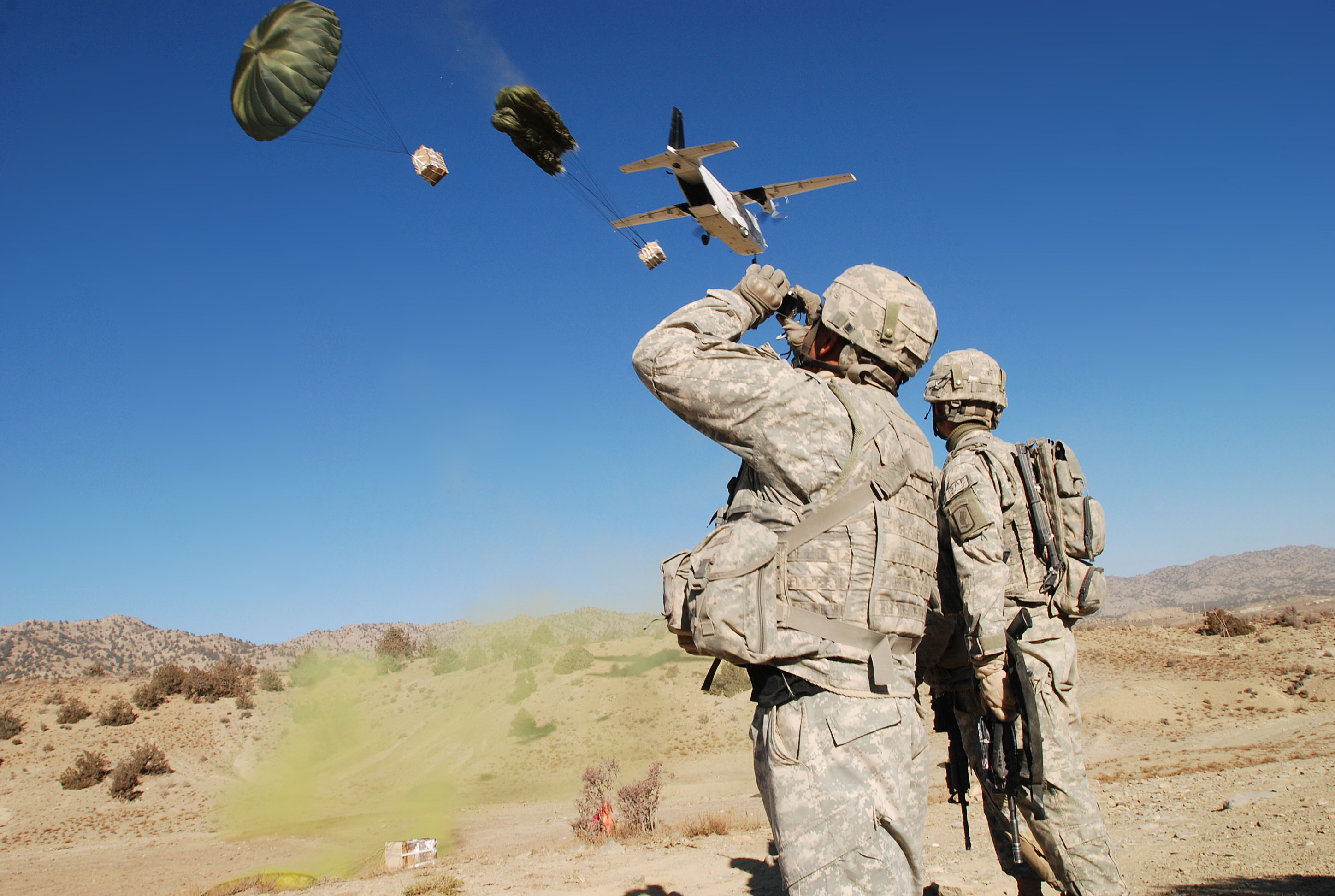
أكاديمي C-212 over Afghanistan

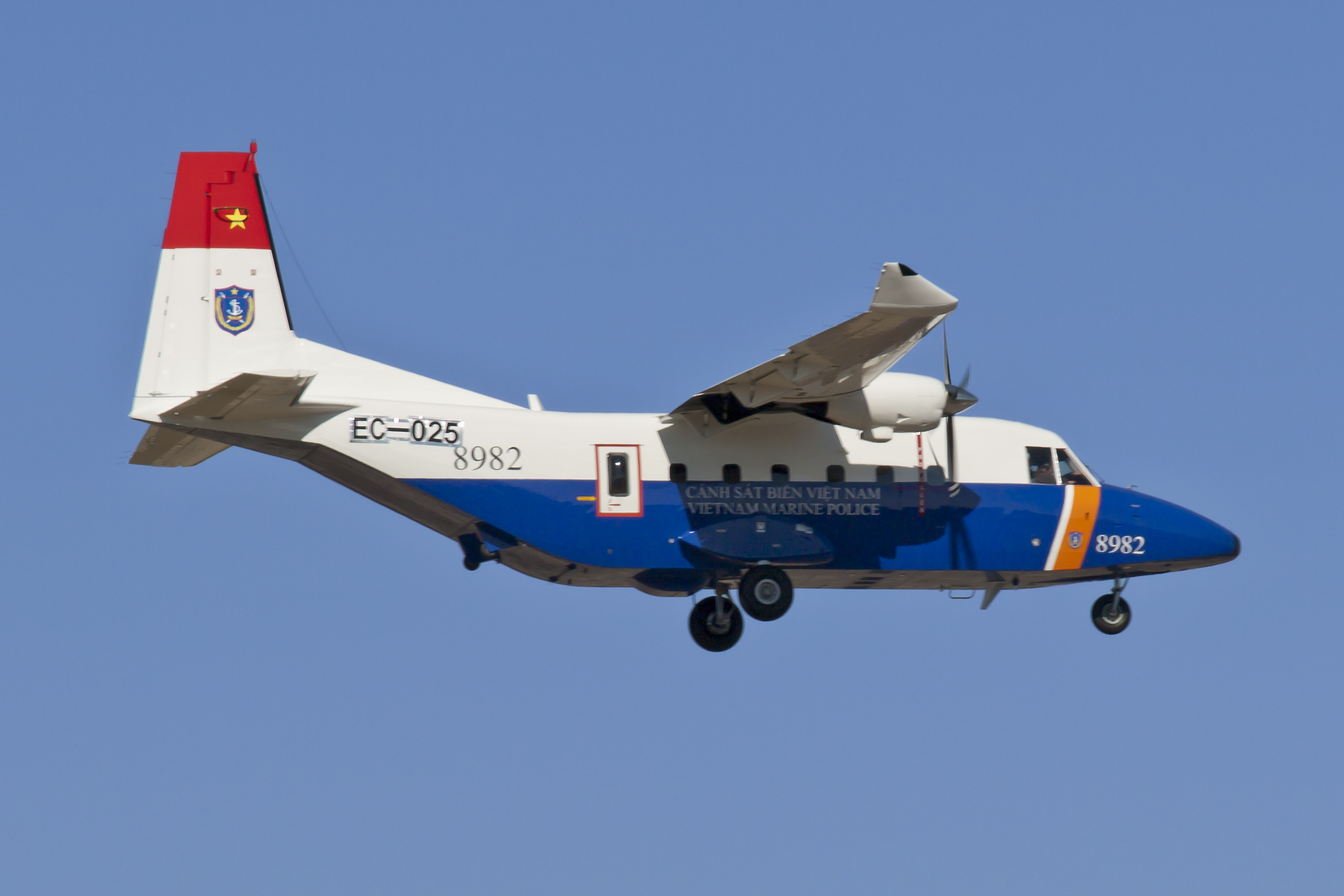
CASA C-212-400 in Vietnam Coast Guard

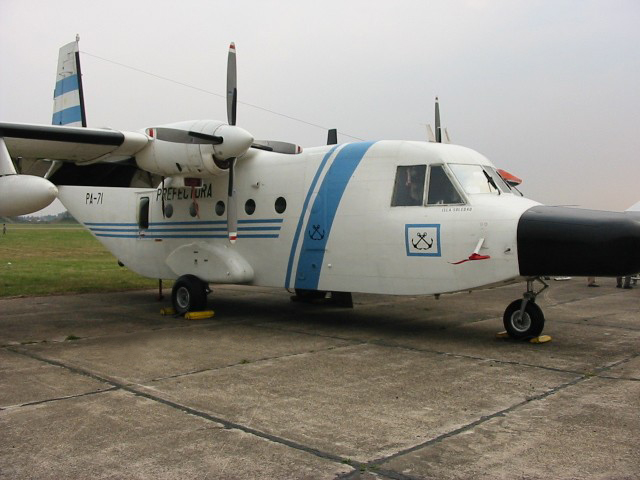
Argentine Coast Guard Aviocar

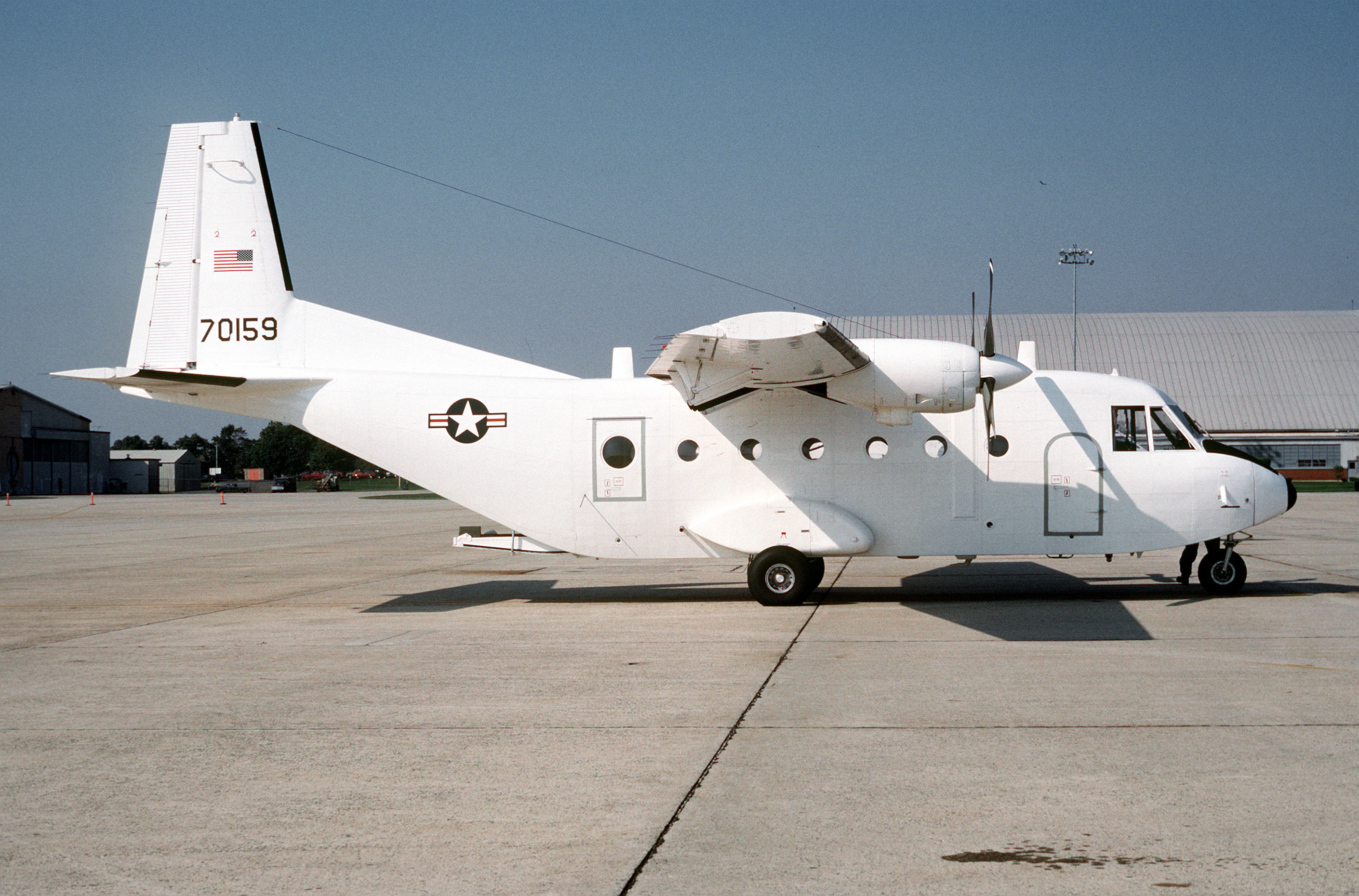
القوات الجوية الأمريكية C-41A (C-212-200)

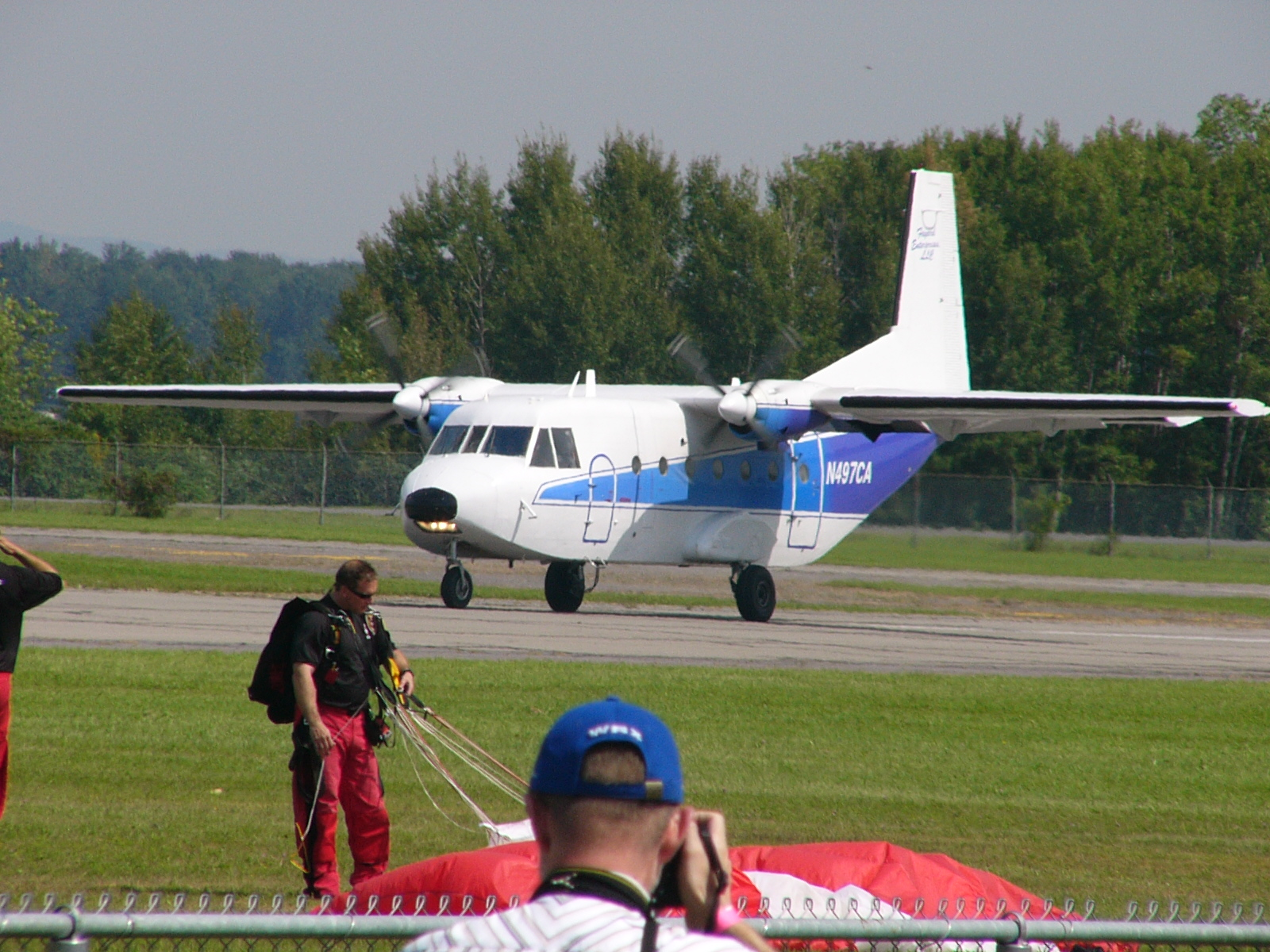
CASA CN 212-200 used for parachuting by the SkyHawks Parachute Team

- Air Wing of the Armed Forces of Malta[16]

 نيكاراغوا
- Nicaraguan Air Force[3]

 بنما
- Panamanian Air Force.[3][17]

 باراغواي
- Paraguayan Air Force[3][18]

 الفلبين
- القوات الجوية الفلبينية[19]

 البرتغال
- سلاح الجو البرتغالي[3]

 جنوب إفريقيا
- سلاح جو جنوب أفريقيا[20]

 إسبانيا
- القوات الجوية الإسبانية – 80 [3][21]

 سورينام
- Surinam Air Force[22]

 السويد
- القوات البحرية السويدية – [3]

 تايلاند
- الجيش الملكي التايلاندي[23]

 Transkei
- Transkei Defence Force.[3]

 الولايات المتحدة
- القوات الجوية الأمريكية[24][25]
- القوات البرية للولايات المتحدة[26]
- حرس السواحل الأمريكي

 الأوروغواي
- Uruguayan Air Force[3][26]

 فندا
- Venda Defence Force[27]

 فنزويلا
- Venezuelan Navy[28]

 فيتنام
- Vietnam Coast Guard

 زيمبابوي
- Air Force of Zimbabwe[28]

## مواصفات (سلسلة 300)
البيانات من Jane's All The World's Aircraft 1988–89
الخصائص العامة
- الطاقم: Two (pilot and co-pilot)
- السعة: 26 passengers (civil version), 24 paratroops or 2,700 kg (5,952 lb) cargo
- الطول: 16.20 m (53 ft 1¾ in)
- باع الجناح: 20.28 m (66 ft 6½ in)
- الارتفاع: 6.30 m (20 ft 8 in)
- مساحة الجناح : 41.0 m² (441 ft²)
- جناح حامل: NACA 653-218
- نسبة باعية (جناح): 10.0:1
- الوزن فارغة: 3,780 kg (8,333 lb)
- وزن الإقلاع الأقصى: 7,700 kg (16,975 lb)
- محرك الطائرة: 2 × Garrett AiResearch TPE-331-10R-513C محرك مروحة عنفية engines, 617 kW (900 shp)  الواحد

الأداء
- السرعة القصوى: 370 km/h (200 kts, 230 mph)
- سرعة العبور: 300 km/h (162 knots, 186 mph) (econ cruise)
- سرعة انهيار: 145 km/h (78 knots, 90 mph)
- مدى (طائرة): 1,811 km (978 nmi, 1,125 miles) econ cruise, max fuel
- سقف الخدمة: 7,925 m (26,000 ft)
- معدل الصعود: 8.3 m/s (1,630 ft/min)

التسليح